# Polisportiva Adolfo Consolini 2021-2022
Questa voce raccoglie le informazioni riguardanti la Polisportiva Adolfo Consolini nelle competizioni ufficiali della stagione 2021-2022.

## Stagione
Nella stagione 2021-22 la Polisportiva Adolfo Consolini assume la denominazione sponsorizzata di Omag - Mt San Giovanni In Marignano.
Partecipa per la sesta volta alla Serie A2 chiudendo il girone A della regular season di campionato al terzo posto in classifica; si qualifica per i play-off promozione dove viene eliminata negli ottavi di finale dalla Libertas Martignacco.
Grazie al primo posto in classifica al termine del girone di andata della regular season partecipa alla Coppa Italia di Serie A2, dove raggiunge la finale nella quale viene sconfitta dalla Millenium Brescia.

## Organigramma
Area direttiva
- Presidente: Stefano Manconi
- Direttore sportivo: Piero Babbi
- Segreteria generale: Sara Battistoni, Cristiana Betterini
- Scoutman: Riccardo Romani
- Team Manager: Antonio Gabellini, Otello Pedini

Area tecnica
- Allenatore: Enrico Barbolini
- Allenatore in seconda: Alessandro Zanchi

Area comunicazione
- Addetto stampa: Gianluca Gudenzoni
- Fotografo: Pietro Masini
- Speaker: Stefano Battistini
- Webmaster: Valter Andreatini

Area marketing
- Responsabile ufficio marketing: Corrado Betterini

Area sanitaria
- Medico: Piero Benelli
- Preparatore atletico: Federica Colabufalo
- Fisioterapista: Lucia Pratelli
- Osteopata: Andrea Arduini

## Rosa
| N° | Nome                | Ruolo | Data di nascita  | Nazionalità sportiva |
| -- | ------------------- | ----- | ---------------- | -------------------- |
| 1  | Serena Ortolani     | O     | 7 gennaio 1987   | Italia               |
| 2  | Giulia Biagini      | L     | 10 agosto 2000   | Italia               |
| 3  | Alessia Bolzonetti  | S     | 15 febbraio 2002 | Italia               |
| 4  | Sara Ceron          | C     | 4 luglio 1993    | Italia               |
| 5  | Eleonora Penna      | S     | 15 agosto 2003   | Italia               |
| 6  | Salimatou Coulibaly | S     | 22 ottobre 1995  | Italia               |
| 7  | Claudia Consoli     | C     | 4 febbraio 2002  | Italia               |
| 8  | Alessia Mazzon      | C     | 17 agosto 1998   | Italia               |
| 9  | Martina Brina       | S     | 14 dicembre 1996 | Italia               |
| 10 | Mariaelena Aluigi   | P     | 20 giugno 2001   | Italia               |
| 11 | Ilaria Bonvicini    | L     | 28 febbraio 1997 | Italia               |
| 12 | Alice Turco         | P     | 4 febbraio 2000  | Italia               |
| 13 | Romana Krišková     | O     | 2 maggio 1993    | Slovacchia           |
| 16 | Chiara Zonta        | O     | 26 agosto 2001   | Italia               |

## Mercato
| Acquisti | Acquisti            | Acquisti              | Acquisti   |
| R.       | Nome                | da                    | Modalità   |
| -------- | ------------------- | --------------------- | ---------- |
| L        | Giulia Biagini      | Gabicce               | definitivo |
| S        | Alessia Bolzonetti  | AGIL                  | definitivo |
| S        | Martina Brina       | Montale               | definitivo |
| C        | Claudia Consoli     | Roma Club             | definitivo |
| S        | Salimatou Coulibaly | Hermaea               | definitivo |
| O        | Romana Krišková     | Dacia Mioveni         | definitivo |
| C        | Alessia Mazzon      | Mondovì               | definitivo |
| O        | Serena Ortolani     | Wealth Planet Perugia | definitivo |
| P        | Alice Turco         | Cuneo Granda          | definitivo |
| O        | Chiara Zonta        | Castelfranco          | definitivo |

| Cessioni | Cessioni        | Cessioni      | Cessioni   |
| R.       | Nome            | a             | Modalità   |
| -------- | --------------- | ------------- | ---------- |
| P        | Virginia Berasi | Megavolley    | definitivo |
| C        | Francesca Cosi  | Helvia Recina | definitivo |
| O        | Linda De Bellis | Club Cesena   | definitivo |
| S        | Martina Fedrigo | Offanengo     | definitivo |
| O        | Emanuela Fiore  | Sicilia       | definitivo |
| S        | Dora Peonia     | CMFC          | definitivo |
| S        | Giulia Saguatti | -             | ritirata   |
| S        | Lana Conceição  | Talmassons    | definitivo |
| C        | Sofia Spadoni   | Clementina    | definitivo |
| L        | Alice Urbinati  | Rizzi Udine   | definitivo |

## Risultati

### Serie A2

#### Girone di andata
| 1ª Giornata - 10 ottobre 2021 Palazzetto dello Sport, San Giovanni in Marignano  | Adolfo Consolini  | 1 - 3 | Futura Giovani   | 25-22, 20-25, 21-25, 20-25        |
| 2ª Giornata - 17 ottobre 2021 PalaCosta, Ravenna                                 | Olimpia Teodora   | 1 - 3 | Adolfo Consolini | 25-23, 21-25, 20-25, 16-25        |
| 3ª Giornata - 24 ottobre 2021 Palazzetto dello Sport, San Giovanni in Marignano  | Adolfo Consolini  | 3 - 0 | Aragona          | 25-11, 25-15, 25-14               |
| 4ª Giornata - 31 ottobre 2021 PalaFontescodella, Macerata                        | Helvia Recina     | 0 - 3 | Adolfo Consolini | 26-28, 23-25, 18-25               |
| 5ª Giornata - 3 novembre 2021 Palazzetto dello Sport, San Giovanni in Marignano  | Adolfo Consolini  | 3 - 0 | Academy Sassuolo | 25-13, 25-19, 25-14               |
| 6ª Giornata - 7 novembre 2021 PalaGeorge, Montichiari                            | Millenium Brescia | 0 - 3 | Adolfo Consolini | 15-25, 17-25, 22-25               |
| 7ª Giornata - 14 novembre 2021 Palazzetto dello Sport, San Giovanni in Marignano | Adolfo Consolini  | 3 - 0 | Assitec          | 25-21, 25-9, 25-20                |
| 8ª Giornata - 17 novembre 2021 Palazzetto dello Sport, Lanciano                  | Altino            | 0 - 3 | Adolfo Consolini | 17-25, 15-25, 15-25               |
| 9ª Giornata - 21 novembre 2021 Geopalace, Olbia                                  | Hermaea           | 3 - 0 | Adolfo Consolini | 25-21, 25-21, 25-21               |
| 11ª Giornata - 5 dicembre 2021 PalaBellina, Marsala                              | Marsala           | 3 - 2 | Adolfo Consolini | 25-19, 20-25, 25-27, 26-24, 15-12 |

#### Girone di ritorno
| 12ª Giornata - 9 febbraio 2022 PalaBorsani, Castellanza                           | Futura Giovani   | 1 - 3 | Adolfo Consolini  | 20-25, 21-25, 25-21, 21-25        |
| 13ª Giornata - 26 dicembre 2021 Palazzetto dello Sport, San Giovanni in Marignano | Adolfo Consolini | 3 - 0 | Olimpia Teodora   | 25-22, 25-14, 25-20               |
| 14ª Giornata - 16 febbraio 2022 PalaMoncada, Porto Empedocle                      | Aragona          | 0 - 3 | Adolfo Consolini  | 14-25, 20-25, 17-25               |
| 15ª Giornata - 23 febbraio 2022 Palazzetto dello Sport, San Giovanni in Marignano | Adolfo Consolini | 0 - 3 | Helvia Recina     | 22-25, 20-25, 14-25               |
| 16ª Giornata - 23 gennaio 2022 Palestra Santissima Consolata, Sassuolo            | Academy Sassuolo | 3 - 1 | Adolfo Consolini  | 26-24, 25-21, 22-25, 25-18        |
| 17ª Giornata - 30 gennaio 2022 Palazzetto dello Sport, San Giovanni in Marignano  | Adolfo Consolini | 2 - 3 | Millenium Brescia | 16-25, 20-25, 25-22, 25-21, 11-15 |
| 18ª Giornata - 6 febbraio 2022 PalaIaquaniello, Sant'Elia Fiumerapido             | Assitec          | 3 - 0 | Adolfo Consolini  | 25-23, 25-20, 25-23               |
| 19ª Giornata - 13 febbraio 2022 Palazzetto dello Sport, San Giovanni in Marignano | Adolfo Consolini | 3 - 0 | Altino            | 25-21, 25-20, 25-18               |
| 20ª Giornata - 20 febbraio 2022 Palazzetto dello Sport, San Giovanni in Marignano | Adolfo Consolini | 1 - 3 | Hermaea           | 22-25, 16-25, 25-19, 25-27        |
| 22ª Giornata - 16 marzo 2022 Palazzetto dello Sport, San Giovanni in Marignano    | Adolfo Consolini | 3 - 0 | Marsala           | 25-23, 25-22, 25-22               |

#### Play-off promozione
| Ottavi di finale (gara 1) - 20 marzo 2022 Palazzetto dello Sport, San Giovanni in Marignano | Adolfo Consolini     | 3 - 1 | Libertas Martignacco | 25-12, 25-12, 21-25, 27-25 |
| Ottavi di finale (gara 2) - 23 marzo 2022 Palazzetto dello Sport, Martignacco               | Libertas Martignacco | 3 - 1 | Adolfo Consolini     | 19-25, 25-20, 25-21, 25-18 |
| Ottavi di finale (gara 3) - 27 marzo 2022 Palazzetto dello Sport, San Giovanni in Marignano | Adolfo Consolini     | 1 - 3 | Libertas Martignacco | 22-25, 25-22, 21-25, 26-28 |

### Coppa Italia di Serie A2
| Quarti di finale - 22 dicembre 2021 Palazzetto dello Sport, San Giovanni in Marignano | Adolfo Consolini | 3 - 0 | Academy Sassuolo  | 25-22, 25-13, 25-6         |
| Semifinali - 30 dicembre 2021 Palazzetto dello Sport, San Giovanni in Marignano       | Adolfo Consolini | 3 - 0 | Helvia Recina     | 25-15, 25-19, 25-17        |
| Finale - 16 aprile 2022 Belladelli Forum, Villafranca di Verona                       | Adolfo Consolini | 1 - 3 | Millenium Brescia | 23-25, 20-25, 25-20, 12-25 |

## Statistiche

### Statistiche di squadra
| Competizione             | Punti | In casa | In casa | In casa | In trasferta | In trasferta | In trasferta | Totale | Totale | Totale |
| Competizione             | Punti | G       | V       | P       | G            | V            | P            | G      | V      | P      |
| ------------------------ | ----- | ------- | ------- | ------- | ------------ | ------------ | ------------ | ------ | ------ | ------ |
| Serie A2                 | 38    | 12      | 7       | 5       | 11           | 6            | 5            | 23     | 13     | 10     |
| Coppa Italia di Serie A2 | -     | 2       | 2       | 0       | 0            | 0            | 0            | 3      | 2      | 1      |
| Totale                   | -     | 14      | 9       | 5       | 11           | 6            | 5            | 26     | 15     | 11     |

G = partite giocate; V = partite vinte; P = partite perse 

### Statistiche dei giocatori
| Giocatore     | Serie A2 | Serie A2 | Serie A2 | Serie A2 | Serie A2 | Coppa Italia di Serie A2 | Coppa Italia di Serie A2 | Coppa Italia di Serie A2 | Coppa Italia di Serie A2 | Coppa Italia di Serie A2 | Totale | Totale | Totale | Totale | Totale |
| Giocatore     | P        | PT       | AV       | MV       | BV       | P                        | PT                       | AV                       | MV                       | BV                       | P      | PT     | AV     | MV     | BV     |
| ------------- | -------- | -------- | -------- | -------- | -------- | ------------------------ | ------------------------ | ------------------------ | ------------------------ | ------------------------ | ------ | ------ | ------ | ------ | ------ |
| M. Aluigi     | 19       | 15       | 5        | 8        | 2        | 3                        | 0                        | 0                        | 0                        | 0                        | 22     | 15     | 5      | 8      | 2      |
| G. Biagini    | 8        | 0        | 0        | 0        | 0        | 2                        | 0                        | 0                        | 0                        | 0                        | 10     | 0      | 0      | 0      | 0      |
| A. Bolzonetti | 23       | 258      | 216      | 14       | 28       | 3                        | 45                       | 40                       | 1                        | 4                        | 26     | 303    | 256    | 15     | 32     |
| I. Bonvicini  | 23       | 0        | 0        | 0        | 0        | 3                        | 0                        | 0                        | 0                        | 0                        | 26     | 0      | 0      | 0      | 0      |
| M. Brina      | 20       | 207      | 153      | 23       | 31       | 2                        | 14                       | 12                       | 1                        | 1                        | 22     | 221    | 165    | 24     | 32     |
| S. Ceron      | 16       | 73       | 45       | 19       | 9        | 2                        | 3                        | 2                        | 0                        | 1                        | 18     | 76     | 47     | 19     | 10     |
| C. Consoli    | 14       | 84       | 47       | 34       | 3        | 2                        | 12                       | 6                        | 5                        | 1                        | 16     | 96     | 53     | 39     | 4      |
| S. Coulibaly  | 22       | 268      | 249      | 10       | 9        | 2                        | 7                        | 6                        | 1                        | 0                        | 24     | 275    | 255    | 11     | 9      |
| R. Krišková   | 3        | 35       | 28       | 1        | 6        | -                        | -                        | -                        | -                        | -                        | 3      | 35     | 28     | 1      | 6      |
| A. Mazzon     | 23       | 232      | 178      | 37       | 17       | 3                        | 26                       | 16                       | 7                        | 3                        | 26     | 258    | 194    | 44     | 20     |
| S. Ortolani   | 11       | 170      | 150      | 14       | 6        | 3                        | 47                       | 37                       | 6                        | 4                        | 14     | 217    | 187    | 20     | 10     |
| E. Penna      | 1        | 0        | 0        | 0        | 0        | 0                        | 0                        | 0                        | 0                        | 0                        | 1      | 0      | 0      | 0      | 0      |
| A. Turco      | 23       | 46       | 14       | 14       | 18       | 3                        | 12                       | 5                        | 2                        | 5                        | 26     | 58     | 19     | 16     | 23     |
| C. Zonta      | 6        | 1        | 1        | 0        | 0        | 1                        | 1                        | 0                        | 1                        | 0                        | 7      | 2      | 1      | 1      | 0      |

P = presenze; PT = punti totali; AV = attacchi vincenti; MV = muri vincenti; BV = battute vincenti